# مسیه ۴۸
مسیه ۴۸(به انگلیسی: Messier 48) یا ان‌جی‌سی ۲۵۴۸ یک خوشه ستاره‌ای باز در صورت فلکی مار باریک است که فاصله آن از زمین هزار و پانصد سال نوری و قدر ظاهری آن ۵.۵ است.